# Gothic II: Night of the Raven
Готика 2 - Ноћ гаврана (нем: Die Nacht Des Raben, енг: Gothic II: Night of the Raven), често се појављује под скраћенивом "NotR" је званична надоградња видео игре улога Готика 2. Експанзиони фокус за даљу разраду приче оригиналне игре Готике 2 је био у томе да се на основу додају нови свет под називом „Јаркандар“, нови атрибути, предмети и оружја. Након првог издања 2003.-е године игра је била доступна само за Немачко говорно подручје, а верзија за Енглеско говорно подручје је била објављена 2005.-е године као део целине "Готика 2 - Златно издање".

## Увод
Надоградња не доноси неке значајне промене за саму игру. Међутим, главна измена може бити примећена у тежини играња, пошто је развојни тим ребалансирао комплетну игру, и начинио је мало тежом, пошто је то тражено од стране заједнице.
 Ово повећање тежине је постигнуто тако што је додате нове јаке животиње, смањењем броја напитака и смањењем специјалних биљака које се могу наћи у игри, поскупљењем предмета који се купују, и смањењем трајности привремених ефеката напитака.

Додатак у игри у надограњи се састоји од неколико нових вештина које јунак може да поседује и неких специјалних предмета. Јунак сада може и да научи језик древног народа са којим се сусреће у Јаркандару, дајући му могућност да прочита такозване „Камене плоче“. Оне могу бити пронађене широм целе Кориније, и које дају могућност да се повећају играчеви атрибути.

Ноћ гаврана нас такође упознаје са још једном вештином званом „Акробације“. За разлику као у Готика 1, ова вештина се овде може изучити тек кад се достигне 90 поена спретности, и не може се научити никако другачије. Ова вештина није присутна у Готика 2 игри.

## Прича

### Заплет
У надоградњи прича се наставља на оригиналну причу Готика 2, упознаје нас са новим светом Јаркандаром. Смештен у североисточном делу острва Коринис, Јоркандар је приказан као древни, напуштени град. Играч овде помаже воденим маговима, исто тако присутнима у првом делу Готике али који се у Готика 2 не појављују, отварају портал, пронађеним у старом храму на територији Кориниса. Креатори су такође додали неколико сцена које су биле избачене у првом делу Готике и на тај начин додатно обогатили садржину приле. Ово даје још већи осећај континуитета приче.
Након што успеју да отворе портал ка древном граду Јаркандар-у, јунак сазнаје о великој опасности која прети острву. Уз помоћ пирата (нова фракција која је додата у овој надоградњи), јунак успева да порази Гаврана (стари лик који се први пут јавио још у Готика 1 делу игре). Након пораза Гаврана, јунак успева да добије Белиарову канџу, древни артефакт. У континуитету приче, играч је суочен са истим заплетима као и у претходној верзији игре.

### Нови свет
У самом додатку који нас је упознао "Готика 2" део игре овог истоименог серијала, сама његова надоградња нас упознаје и са новим светом, званим Јаркандар. Нови свет је подељен у различите области која свака за себе представља своје климатске услове. Неколико храмова који припадају древном народу који насељава Јаркандар, могу да се виде широм тог света. На северозападу острва, близу гусарског кампа, налази се кањон док је у источном делу може се наићи на мочвару у којој су бандити основали свој камп. Такозвана "Кућа учењака" може се пронаћи у делу где је кањон, док у мочвари у само кампу бандита можемо пронаћи "Аданосов Храм", који се позива на такозвану "Кућу ратника" која је ту смештена. На југу острва, већи део земље се састоји од високих планина које Јоркандар деле од Кориниса и остатка острва.